# 가족의식
가족의식(家族意識) 또는 가족가치는 가족의 구조, 기능, 역할, 신뢰, 태도, 이상에 속하는 전통적, 문화적 가치이다.
가족은 사회의 가장 기초적인 생활단위이며, 인간의 성격과 사회적 행위양식의 대부분이 가족을 통해서 습득된다. 한 사회의 가장 기본적 태도는 가족제도에 관한 여러 가지 의식상황을 통해서 알아볼 수 있다.

## 한국
한국의 전통적 가족의식은 부모에 대한 효와 조상숭배라는 이념이 지배하는 유교의 삼강오륜(三綱五倫)으로 대표되는 가치관에 의해서 영향을 받아 왔다. 이런 전통적 가족의식이 어느 만큼 근래에 와서 변했는가를 알아보기 위해서 결혼관·가문관·궁합관·자녀교육관·효도관·제사관·자부관·형제관 등에 관한 적절한 설문을 통해 알아본 결과, 농민은 아직도 전통적인 면이 강하게 남아 있으나 도시만은 현저하게 변했음이 나타났다. 일례를 들면 결혼 대상자를 선택하는 것은 누구의 일이냐고 설문하자 농민은 약 76%가 부모의 일 또는 부모·당사자 공동의 일이라고 응답했다. 그러나 같은 문제에 대해서 도시민에 해당되는 기업인은 약 49%만이 그렇게 대답했다. 이것으로 미루어 볼 때, 한국인의 가족의식은 아직 신구(新舊) 양쪽의 영향이 병존하고 있음을 알 수 있다.

## 같이 보기
- 전통가치연합
- 벤 샤피로